# L'Hebdo (RTBF)
L'Hebdo est une émission hebdomadaire de la RTBF de reportages, depuis 1993.
Jean-François Bastin est le responsable de L'Hebdo, une demi-heure de reportages en prise directe sur l'actualité belge et internationale, quelle qu'elle soit, à intérêt collectif. L'émission comportera quelques petits reportages, des interventions en plateau et une « Carte blanche », deux minutes de libre parole allouées à un intervenant.